# أكمة الطواف (حبيش)
اكمه الطواف (حبيش)

تعديل مصدري - تعديل

اكمه الطواف محلة تابعة لقرية السهولة، التابعة لعزلة صائر بمديرية حبيش إحدى مديريات محافظة إب في الجمهورية اليمنية، بلغ تعداد سكانها 36 حسب تعداد اليمن لعام 2004.